# Songs of Life
Songs of Life è il secondo album in studio del cantante statunitense Bret Michaels, pubblicato il 22 aprile 2003.

## Tracce
1. Menace to Society – 2:49
2. Bittersweet – 3:24
3. Raine – 3:55
4. Forgiveness – 4:19
5. Loaded Gun – 3:55
6. Strange Sensation – 2:55
7. Songs of Life – 3:11
8. One More Day – 4:02
9. I Remember – 3:39
10. The Chant – 1:08
11. It's My Party – 3:54
12. War Machine – 3:22
13. Party Rock Band (Rock Edit) – 2:43
14. Stay with Me – 4:14